# Once liquide
Pour les articles homonymes, voir Once.

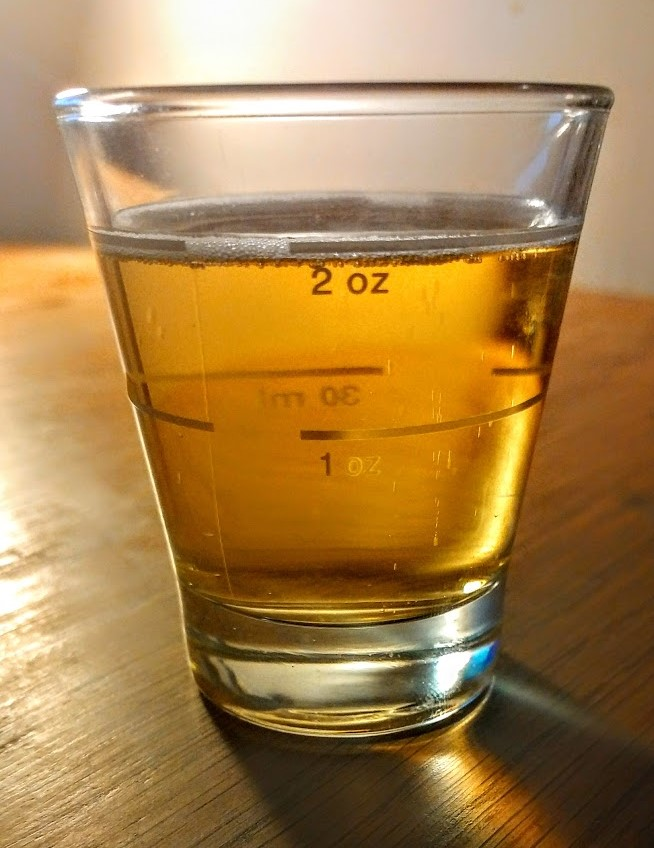

Une once liquide (symbole: fl oz pour fluid ounce, au Canada français : oz liq) est une unité de volume utilisée dans le système impérial  d'unités et dans le système américain d'unités. Cependant, les deux mesures ne sont pas les mêmes.
- L’once liquide impériale représente 1/160 de gallon impérial, soit exactement 28,413 062 5 ml ou environ 1,734 pouces cubes. Ce volume en eau a une masse d’environ 1,002 once.

- L’once liquide américaine représente 1/128 de gallon américain, soit exactement 29,573 529 562 5 ml ou environ 1,805 pouces cubes. Ce volume en eau a une masse d’environ 1,043 once.

Dans les deux cas, on subdivise l’once liquide en huit drachmes liquides (fluid drams ou fluidrams). Dans le système américain, quatre onces liquides donnent une roquille (gill), alors qu’il en faut cinq pour faire la roquille impériale (aussi appelée noggin, terme qui est absent du système américain).